# Cruciger
Cruciger — рід грибів. Назва вперше опублікована 1999 року.

## Класифікація
До роду Cruciger відносять 1 вид:
- Cruciger lignatilis